# Canadian Open (теніс) 1969
Canadian Open 1969 — тенісний турнір, що проходив на відкритих кортах з ґрунтовим покриттям Toronto Lawn Tennis Club у Торонто (Канада). Чоловічий турнір тривав з 9 серпня до 15 серпня 1969 року, жіночий — з 16 серпня до 23 серпня 1969 року.

## Фінальна частина

### Одиночний розряд, чоловіки
Кліфф Річі —  Батч Бухгольц 6–4, 5–7, 6–4, 6–0
- Для Річі це був 2-й професійний титул за сезон і 2-й за кар'єру.

### Одиночний розряд, жінки
Фає Урбан —  Вікі Бернер 6–2, 6–0
- Для Урбан це був 1-й титул за рік і 1-й — за кар'єру.

### Парний розряд, чоловіки
Роналд Голмберг /  Джон Ньюкомб —  Батч Бухгольц /  Реймонд Мур 6–3, 6–4
- Для Голмберга це був 1-й професійний титул за рік і 1-й — за кар'єру. Для Ньюкомба це був 6-й титул за сезон і 9-й — за професійну кар'єру.

### Парний розряд, жінки
Бренда Нанз /  Фає Урбан —  Джейн О'Гара Вуд /  Вів'єн Стронґ 6–1, 6–1
- Для Нанз це був 1-й титул за рік і 1-й — за кар'єру. Для Урбан це був 2-й титул за сезон і 2-й — за кар'єру.